# Alicia Moffet
Alicia Moffet (née le 22 juillet 1998) est une chanteuse canadienne, née à Québec, au Québec. Elle a remporté la saison 6 de The Next Star en 2013. Elle a sorti plusieurs singles et elle a participé à l'édition 2015 de La Voix.

## Carrière
Moffet chante depuis 2008, puis, en mai 2013, Moffet auditionne pour The Next Star. Elle obtient un billet d’or et est acceptée dans le top 13. Elle atteint le top 9 en fin juin 2013. Elle est choisie pour être dans le top six. Elle est couronnée gagnante de la saison 6, à Canada's Wonderland, le 22 septembre 2013, où la finale de la saison a lieu en direct.
Alicia Moffet sort son propre single durant l'émission The Next Star, intitulé « Better Watch Out for Me », dont la sorti à lieu le 16 septembre 2013. Avec les autres candidats, elle enregistre le single « We Just Don't Care », sorti le 9 septembre 2013. Le 23 septembre 2013, lors du spectacle en direct, elle interprète « We Just Don't Care », « Better Watch Out for Me » et la chanson des gagnants « Roar » de Katy Perry. Elle est couronnée gagnante avec plus de 3 millions de votes, recevant comme prix l'enregistrement d'un single sous licence de Sony Music Canada.
En mars 2014, Sony sort le single « Pourquoi Mentir » (« Why Do Boys Lie »). Début 2015, Moffet est apparu sur La Voix (Québec).
Elle sort son premier album, Billie Ave., le 26 juin 2020. Certaines chansons ont été écrites en collaboration avec d'autres artistes, notamment Milk & Bone et Jonathan Roy.
Puis, en début de l'année 2022, Moffet sort son deuxième album, Intertwine . Selon la compositrice, ce deuxième album est un reflet parfait d'elle-même et de qui elle est vraiment.
En 2023 et en 2024, Alicia Moffet anime l'émission « Occupation Double » avec son petit ami actuel, Frédérick Robichaud.
Le 6 juin 2024, elle annonce la fondation de son entreprise, Silly Billy, créée en collaboration avec les compagnies Cookie Bluff et Bobba. L'entreprise propose divers produits à base de cornichon, tel des sauces (mayonnaise, moutarde, sriracha et pickledip)et de la vodka.
Le 4 avril 2025, Moffet annonce la sortie d'un nouvel album avec une nouvelle maison de disque, Cult Nation. Son nouvel album, qui paraîtra le 30 mai 2025 s'intitulera No, I’m Not Crying.

## Vie personnelle
Alicia commence à fréquenter Alexandre Mentink le 1er juin 2018. Le 20 juillet de l'année suivante, Alicia et Alexandre sont devenus parents pour la première fois. L'autrice-compositrice donne naissance à une petite fille nommée Billie Lou Mentink. Or, en décembre 2021, elle annonce sa rupture sur les réseaux sociaux selon le blogue Narcity Québec. En 2022, Alicia entame une relation avec l'ancien candidat à Occupation Double Frédérick Robichaud.

## Filmographie
| Année  | Titre             | Rôle      | Notes           |
| ------ | ----------------- | --------- | --------------- |
| 2013   | The Next Star     | Elle-même | Top 6; gagnant  |
| 2013   | The Zone          | Elle-même | Entretien       |
| 2015   | La Voix           | Elle-même | Éliminé (Top 8) |
| 2023 - | Occupation double | Elle-même | Animatrice      |

## Discographie

### Albums studio
| Année | Titre              | Artiste       | Date de sortie | Étiquette                      |
| ----- | ------------------ | ------------- | -------------- | ------------------------------ |
| 2020  | Billie Ave.        | Alicia Moffet | 26 juin        | Productions Alicia Moffet Inc. |
| 2022  | Intertwine         | Alicia Moffet | 25 mars        | Productions Alicia Moffet Inc. |
| 2025  | No, I’m Not Crying | Alicia Moffet | 30 mai         | Cult Nation                    |

### Simple
| Année | Titre                       | Artiste                      | Date de sortie | Certifications |
| ----- | --------------------------- | ---------------------------- | -------------- | -------------- |
| 2013  | « We Just Don't Care »      | La prochaine star ; Top 6    | 9 septembre    |                |
| 2013  | « Better Watch Out for Me » | Alicia Moffet                | 16 septembre   |                |
| 2014  | « Why Do Boys Lie »         | Alicia Moffet                | 11 mars        |                |
| 2014  | « Pourquoi mentir »         | Alicia Moffet                | 11 mars        |                |
| 2019  | « Take Control »            | Alicia Moffet                | 7 juin         |                |
| 2019  | « Open Up »                 | Alicia Moffet                | 28 juin        |                |
| 2019  | « Beautiful Scar »          | Alicia Moffet                | 6 décembre     | - MC : Or      |
| 2020  | « On Your Mind »            | Alicia Moffet et Shaun Frank | 20 mars        |                |
| 2020  | "Ciel"                      | Alicia Moffet et FouKi       | 24 avril       | - MC : Platine |
| 2020  | « Body High »               | Alicia Moffet                | 16 juin        |                |
| 2022  | « Lullaby »                 | Alicia Moffet                | 14 janvier     |                |
| 2022  | « Winter Wonderland »       | Alicia Moffet                | 1er novembre   |                |

### Singles classés et certifiés
| Titre       | Année | Meilleur classement | Certifications | Album  |
| Titre       | Année | PEUT                | Certifications | Album  |
| ----------- | ----- | ------------------- | -------------- | ------ |
| « Lullaby » | 2022  | 24                  | - MC : Platine | Single |

## Albums
| Année | Titre                                     | Artiste                                                                                  | Nombre de pistes | Date de sortie    |
| ----- | ----------------------------------------- | ---------------------------------------------------------------------------------------- | ---------------- | ----------------- |
| 2013  | « TYTV's The Next Star - Season 6 Top 6 » | Alicia Moffet, Alex Zaichowski, Paige Prescott Kat Moscone, Dante Scott et Jaden MacPhee | 7                | 17 septembre 2013 |